# 白舍窑
白舍窑，因其位于江西省抚州市南丰县，又称“南丰窑”，是宋元时期以烧青白瓷为主的重要民间窑口，与景德镇窑、吉州窑、洪州窑、七里镇窑并称为江西五大名窑。其始烧于晚唐五代、兴盛于北宋中期，南宋时期广泛外销，元初开始逐渐衰落，清末曾有复兴瓷业的尝试，但延续至民初则完全败落。由于其制瓷工艺高超，产品往往被误认为景德镇窑所制，在历史上其产品也一度与景德镇窑的青白瓷竞争市场。文献曾记载“白舍宋时置官监造瓷器”，表明其在宋代为朝廷烧造部分瓷器以“供上用”，或为民办官助的民间窑场。白舍窑遗址于1960年发现，2013年被列为第七批全国重点文物保护单位。

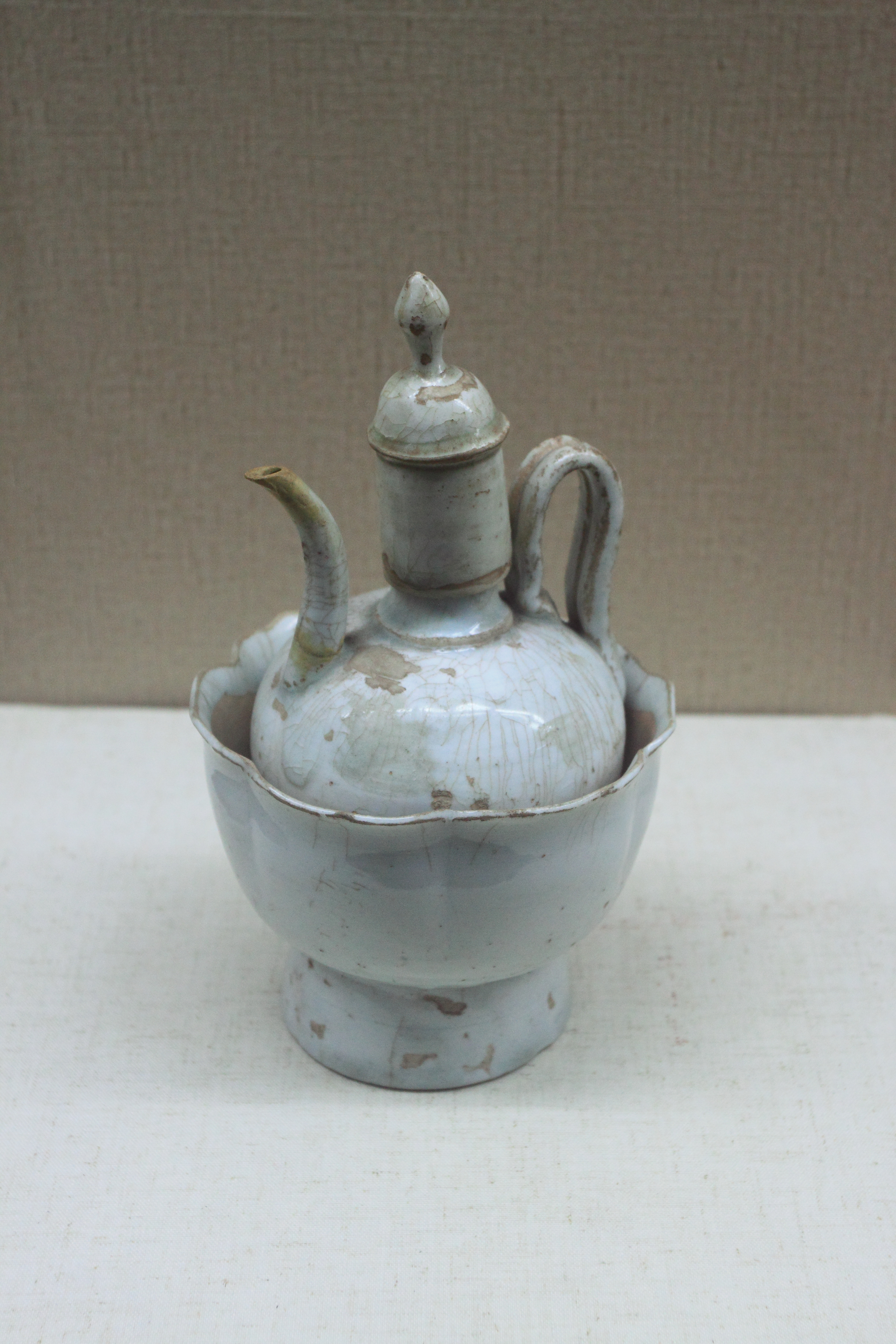
江西省博物馆藏宋青白釉白舍窑注碗

## 地理情况
白舍窑位于距离南丰县西南27里处的白舍镇，地形为丘陵坡地，其距离旴江较近，旴江为县境内主要河流，瓷器可通过旴江进入抚河，再下长江，通过长江到达各地。该地附近的义仔山、官山为制瓷提供了丰富的柴草资源，附近的瓷土和釉料矿藏也相当丰富，为制瓷提供了良好的基础条件。
该窑址现今可见大小窑遗址34座山包，窑包堆积东西宽约2公里，南北长约1公里，其中窑体堆积完好的有20座，分布在瓦子山、符家山、陈家园、赖家庵等山包上，窑体堆积高度为3~4米。有的甚至为5~6米，山岗上遍布瓷片以及匣钵等生产工具。

## 胎釉特点
白舍窑产品精者普遍胎体坚固致密，有少量气孔或无气孔。釉色洁白细腻，晶莹而有光泽，较景德镇窑产品更白些，粗者胎质粗糙，色泽白中泛黄，说明青白釉为该窑产品主流，该窑还流行在器物口沿施一圈褐釉或酱釉，与洁白的釉色相互对照，犹如给瓷器上了一圈金边，这是白舍窑具有特色的装饰法，此外还发现极少量的黑釉瓷。

白舍窑与景德镇窑的区别在于白舍窑仰烧器物底部没有黑褐色或黄褐色的垫痕，而景德镇窑同类器物圈足处有比瓷胎颜色深、呈黑褐色或黄褐色的垫痕，二者垫痕不同是由于景德镇窑的垫饼用紫金土制作，而白舍窑垫饼成分与景德镇窑不同所造成的。

## 器型纹饰

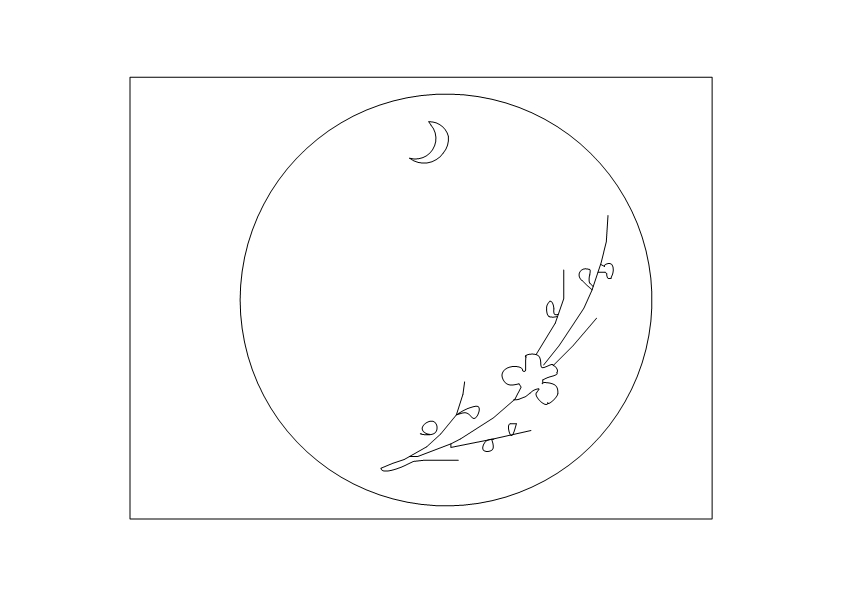
月影梅为白舍窑具有特色的纹饰

白舍窑发现的器物丰富，按类别可大致分为生活用品、随葬品、人物塑像，其器型较为多样，有碗、盘、碟、壶、皈依瓶、观音塑像等，其中斗笠盏较为多见。

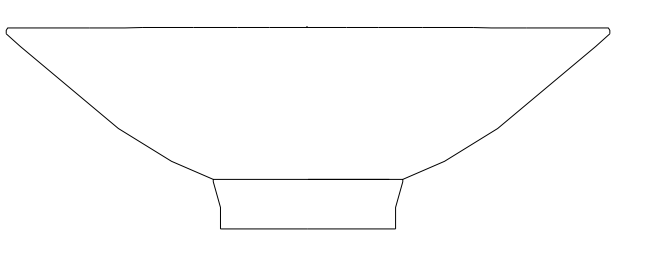
白舍窑斗笠盏示意图

早期器物瓜棱、厚唇、葵瓣器较为流行，给人以稳重之感，带有五代遗风。中期器物相较早期器口外侈、唇沿变薄，圈足增高，形制总体更加修长秀丽，并运用一系列装饰手法对附设部位进行装饰，如把盖钮塑成花瓣、管孔等形状。晚期产品则多曲颈弧腹、斜壁小底，器形曲弧多姿。
在纹饰方面，由于白舍窑装饰手法多样，如刻花、划花、模印、篦纹，所以白舍窑的纹饰也较为丰富，如云气、牡丹、月梅、卷草等，其中月梅纹是白舍窑较有特色的纹饰，集中出现在南宋中期至元中期，应与梅花作为傲骨的代表被文人所喜爱，并以此作为抒发情感的寄托有关。

## 衰败原因
白舍窑盛于北宋，进入南宋后生产规模明显不如北宋，到元初时其衰败已经较为明显，清同治《南丰县志》记载：“若夫《元州志》所载，白舍之白瓷器，瑶田圩之苧布，瞿村之白简纸，当时苦窳稀薄，不足应四方之求”，而《元州志》成书于元代初期，说明此时的白舍窑瓷器质量和数量已经大大下降了,和同时期的宋元窑口相比，白舍窑衰落较早，原因大致有以下几个：
- 瓷土资源枯竭

宋代的白舍窑制胎使用一元配方法，即用单一的瓷土制胎，经过长期大规模的烧制瓷器，白舍窑消耗了大量暴露于地表且经过风化的优质瓷土，这些瓷土耐高温，稳定性好，能够提高产品的成品率。在表层瓷土枯竭后工匠只能使用地表下较次的瓷土，或从别的地方运输而来，这样则大大增加了生产的成本，且地下层的瓷土不易风化，在高温中的稳定性差，烧制的产品残次品较多。
- 制瓷工艺守旧

白舍窑自始至终以一匣一器、单件仰烧的装烧方法为主，虽然成品率高且口沿挂釉，但空隙占了很大空间，窑内空间利用不充分，使得生产成本增加，且产量远不如使用了覆烧法的其他窑口。在景德镇窑、吉州窑普遍使用覆烧法时，白舍窑仍以一匣一器为主，在市场竞争上自然敌不过同是以青白瓷为主要产品的景德镇。有学者分析此时白舍窑仍不放弃一匣一器的方法是因为覆烧法对装烧具要求较高，且这些装烧具是一次性使用的，因此资源面临压力的白舍窑并没有采取这种方法。
- 市场竞争与赋税

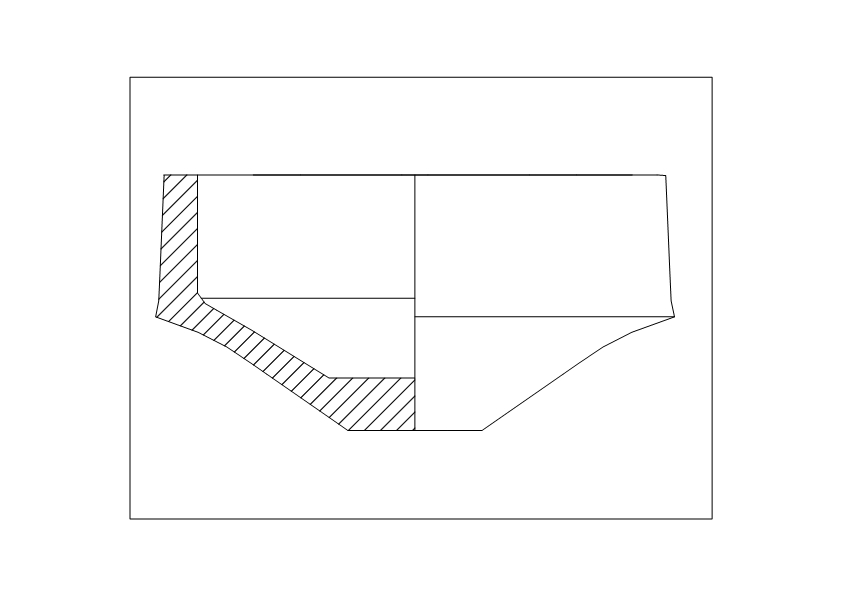
白舍窑漏斗形匣钵，主要烧造碗类器物

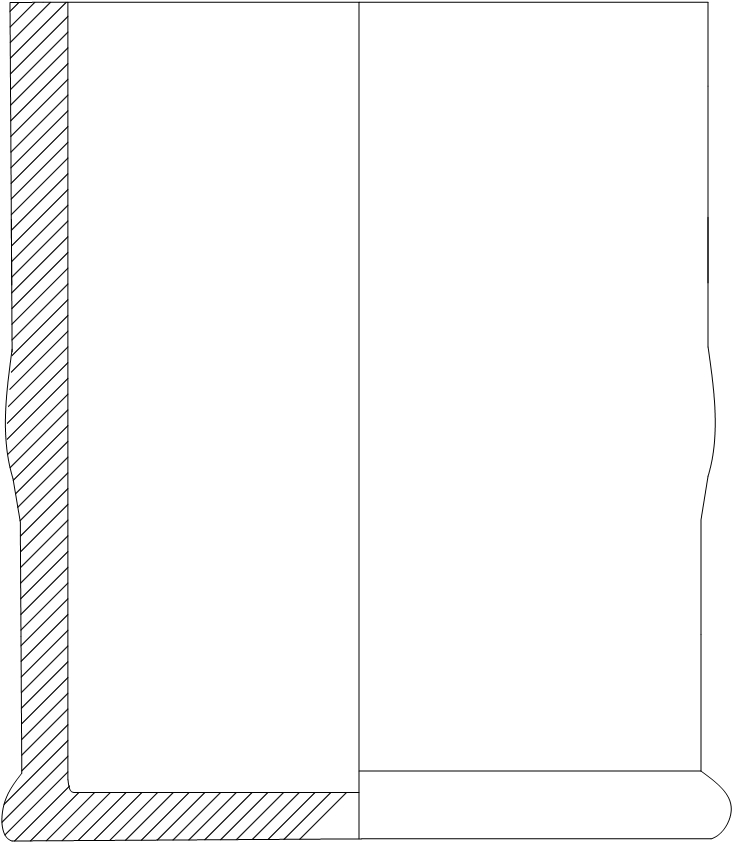
筒形匣钵，主要烧制较大，器型较高的器物

白舍窑虽然能够与景德镇窑竞争市场，但景德镇窑瓷土矿更加丰富，且在得到宋真宗赐名后发展势头强劲，加之更换了新的覆烧技术，在数量和质量上都大大得到了提升。除此外，烧制青白瓷的窑场还有吉州窑、七里镇窑等窑口，进一步挤压了白舍窑的生存空间。在进入南宋后，由于战争用兵等原因，政府对手工业的征税数额更加庞大，白舍窑作为私营手工业性质的窑口要自负盈亏,烧造过程中一旦出错便是极大的经济损失。有资料显示，南宋时期白舍窑的烧制规模大大缩减，不少窑户已经辍业。
- 自然灾害与战乱

自然灾害对制瓷业的影响很大，往往对窑户造成沉重的打击，在相关文献上记载了数条发生在宋代南丰境内的天灾，此外，贪官败吏的残暴统治使得农民起义此起彼伏，这些反映了当时社会经济不断衰落，民不聊生的历史状况，在南宋政权衰落后，更无力再资助民窑，促使白舍窑的衰落。